# Acorn Computer Risc PC
Acorn Computer Risc PC (Risc PC) је професионални рачунар фирме Acorn Computer који је почео да се производи у Уједињеном Краљевству током 1994. године.
Користио је ARM 610 микропроцесорску јединицу а RAM меморија рачунара је имала капацитет од 4 MB (Све до 256 MB). 
Као оперативни систем кориштен је RISC OS 3.5 (углавном у ROM, са додатним ресурсима на чврстом диску).

## Детаљни подаци
Детаљнији подаци о рачунару Risc PC су дати у табели испод.
|                       |                                                                       |
| [ 1 ]                 |                                                                       |
| Произвођач            |                                                                       |
| Тип                   | професионални рачунар                                                 |
| Меморија              | 4 (све до 256 MB)                                                     |
| Поријекло             | Уједињено Краљевство                                                  |
| Година                | 1994                                                                  |
| Тастатура             | пуна 102 тастера, PS/2 PC стил                                        |
| Процесор              |                                                                       |
| Фреквенција процесора | 30                                                                    |
| RAM                   | 4 (све до 256 MB)                                                     |
| ROM                   | 4 са већим дијелом оперативног система                                |
| Текст                 |                                                                       |
| Графика               | бројни модови - 1280 x 1024 at 256 боја, 800 x 600 16 милоина боја    |
| Боја                  | пуна 24-битна, 16 милиона боја (зависно од видео меморије)            |
| Звук                  | 16-битни стерео 8 гласова синтисајзер (PC Sound Blaster компатибилан) |
| Димензије             | 35,5 (ширина) x 38,5 (дубина) x 12 (висина)                           |
| Портови               |                                                                       |
| Оперативни систем     | 3.5 (углавном у ROM, додатни ресурси на чврстом диску)                   |